# Bataille de Dol
Guerre de Vendée
Batailles
La bataille de Dol se déroule du 21 au 22 novembre 1793 lors de la guerre de Vendée. Les Vendéens repoussent une offensive des républicains contre la ville de Dol-de-Bretagne, puis contre-attaquent et prennent d'assaut Antrain, où siège l'état-major des patriotes. Les forces républicaines subissent une de leurs plus lourdes défaites du conflit et se replient sur Rennes. 

## Prélude

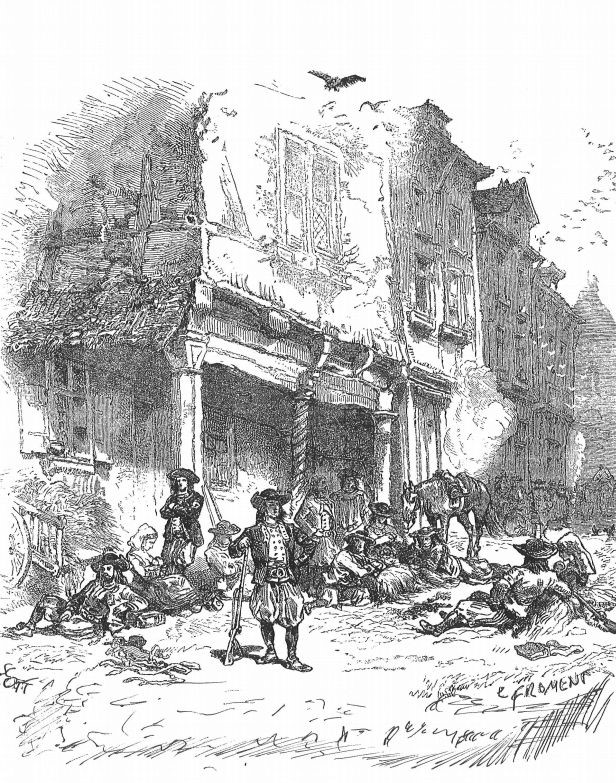
Les Vendéens à Dol, illustration d'Eugène Froment, vers 1876..

Après sa déroute à la bataille d'Entrammes le 26 octobre 1793, l'armée de l'Ouest passe plusieurs jours à Angers pour se réorganiser. Le général en chef Jean Léchelle est remplacé par le général Jean Antoine Rossignol après un bref intérim assuré par Alexis Chalbos. Sur ordre du Comité de salut public, l'armée de Mayence est supprimée et ses troupes sont amalgamées à d'autres corps. Après plusieurs jours d'une réorganisation effectuée essentiellement par Kléber, l'armée peut compter sur 16 000 hommes. 
Le 15 novembre, l'armée de l'Ouest fait sa jonction avec l'armée des côtes de Brest à Rennes. Pendant ce temps, une colonne de 4 000 hommes venue de Brest et commandée par le général Tribout arrive à Dinan le 14 novembre, puis se porte à Pontorson. Une autre colonne 6 000 hommes de l'Armée des côtes de Cherbourg, dirigée par Charles Guillaume Sepher, sort de Caen et se porte en direction d'Avranches.
De leur côté, les Vendéens échouent à prendre le port de Granville les 14 et 15 novembre et ils se replient en désordre sur Avranches.
Le 17 novembre, les Républicains prennent position : les troupes de Kléber, Muller, Boucret et Amey tiennent Antrain, celles de Bouin de Marigny occupent Saint-Ouen-la-Rouërie et Montanel et celles de Marceau occupent Tremblay.
Le 18 novembre, les troupes de Canuel et Amey sont envoyées occuper Fougères. Elles n'y rencontrent aucune résistance mais massacrent les blessés et malades vendéens laissés dans les hôpitaux de la ville,. Le même jour, une partie de l'armée vendéenne sort d'Avranches et écrase les troupes de Tribout à Pontorson. Les républicains rescapés se replient sur Dinan. Le lendemain, les forces vendéennes restées à Avranches rejoignent l'avant-garde de l'armée à Pontorson. Le 20, les Vendéens se mettent en marche pour Dol-de-Bretagne. 
Kléber expose ensuite son plan qui est approuvé par les représentants en mission Pierre Bourbotte, Prieur de la Marne et Louis Turreau. Il prévoit une attaque sur Dol-de-Bretagne avec quatre colonnes depuis Antrain, tandis que Westermann et Bouin de Marigny, chacun à la tête d'un corps de 3 000 hommes de cavalerie et d'infanterie légère, doivent attaquer les Vendéens sur leurs flancs, le premier depuis Pontorson et le second depuis Dinan.

## Déroulement

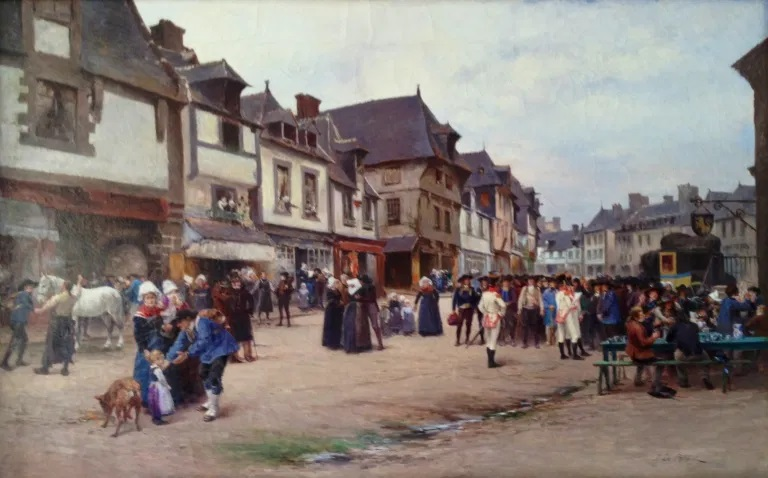
Vue de Dol-de-Bretagne, huile sur toile de Julien Le Blant, XIXe siècle.

Le 20 novembre, Westermann reprend Pontorson et y massacre les blessés vendéens restés dans la ville, puis il se lance à la poursuite des traînards sur la route de Dol. Le 21 novembre, vers 1 ou 2 heures du matin, Westermann et Bouin de Marigny lancent prématurément l'attaque sur Dol-de-Bretagne, sans respecter le plan de Kléber,. De son côté, Marceau marche sur Dol depuis Antrain avec l'avant-garde de l'armée. Rossignol reste en réserve derrière lui avec 10 000 hommes.
L'armée vendéenne se divise alors en deux : La Rochejaquelein mène la contre-attaque contre Westermann sur la route de Pontorson, au nord-est, tandis que Stofflet se porte à la rencontre de Marceau sur la route d'Antrain, au sud-est.
La rencontre entre Stofflet et Marceau se produit à 4 heures du matin. Les républicains ont d'abord l'avantage et une partie des forces vendéennes s'enfuient sur Dol. Cependant les femmes et les prêtres restés à l'intérieur de la ville rallient les fuyards,,.
Marceau ne profite pas du désordre dans les rangs vendéens à cause de la nuit et d'un épais brouillard qui lui masque leur déroute,. Il reçoit en renfort la division du général François Muller, mais ce dernier est ivre et est incapable d'assurer son commandement,. À la pointe du jour, Kléber et Rossignol arrivent à leur tour avec le gros de l'armée, mais ils trouvent les bataillons déjà engagés dans un complet désordre.
De son côté, La Rochejaquelein repousse Westermann sur Pontorson, puis il se porte en direction de la route d'Antrain pour venir en aide à Stofflet. Quelques heures plus tard, il attaque les républicains sur leur flanc droit. Kléber et Rossignol donnent alors l'ordre de la retraite et l'armée se replie sur Antrain. Les combats s'arrêtent pendant quelques heures et certains combattants épuisés s'endorment dans les champs.
Stofflet rassemble cependant ses troupes et se lance à l'assaut d'Antrain dans la soirée. Le bourg est emporté et les républicains s'enfuient sur Rennes. 
Les Vendéens font plusieurs prisonniers, mais ils en fusillent sommairement une partie après avoir appris le massacre de leurs blessés à Fougères,. La Rochejaquelein parvient cependant à empêcher le massacre de 150 blessés républicains soignés dans l'église d'Antrain.

## Pertes
Les pertes ne sont pas connues avec exactitude. Au début du XIXe siècle, l'auteur Pierre-Victor Berthre de Bourniseaux porte le nombre de républicains tués ou blessés à 12 000, et l'abbé Félix Deniau à près de 10 000 à 12 000. Ces deux auteurs royalistes portent également les pertes vendéennes à 900,.

## Notoriété
Ces évènements historiques sont rappelés, notamment dans des odonymes tels que la Rue Novembre-1793 à Dol-de-Bretagne.
Victor Hugo dans son roman Quatre-vingt-treize décrit une bataille de Dol où s'affrontent deux parents, le marquis de Lantenac, royaliste et le vicomte Gauvain, républicain. Sans doute s'est-il inspiré de l'homonymie des deux généraux de Marigny, participants et opposants historiques.